# 세종특별자치시
세종특별자치시(世宗特別自治市, 영어: Sejong City)는 대한민국의 유일한 특별자치시이다.
국토 균형발전의 가치를 실현하고 서울의 과밀화를 해결하기 위해서 계획 및 건설 당시 충청남도 연기군 남면(現 연기면), 금남면, 공주시 장기면 제천리 일대에 행정중심복합도시가 조성되어 종전의 정부서울청사, 정부과천청사에 분산되어 있던 10부 3처 3청의 정부기관이 정부세종청사로 이전되었다. 시의 명칭은 국민 공모를 통해 선정되었으며, 조선 세종의 묘호를 따라서 세상(世)의 으뜸(宗)이라는 의미를 담고 있다.
면적은 465km2로 서울시 면적의 약 70%며, 경기도 평택시, 충청남도 홍성군 면적과 비슷하다.
시의 중심 및 그 주변으로 금강과 미호강이 각기 흐른다. 남쪽으로 대전광역시, 서쪽으로 충청남도 공주시, 동쪽으로 충청북도 청주시(舊 청원군), 북쪽으로 충청남도 천안시와 접한다. 기존 충청남도 연기군 전체와 공주시의 일부(당시 장기면 대부분, 의당면 일부, 現 장군면. 반포면 봉곡리, 現 금남면 일부), 충청북도 청원군의 일부(당시 부용면, 現 부강면)를 각기 편입하여 2012년 7월 1일에 출범하였다. 산하에 기초지방자치단체를 두지 않는 단층제 광역지방자치단체이다. 시청 소재지는 보람동이며, 행정구역은 1읍 9면 12 행정동 23 법정동이다.

## 역사

### 세종특별자치시 출범 이전
1977년, 박정희 정부에서 대통령비서실 산하 중화학공업추진위원회 실무기획단이 2년 동안 150여 명의 국내외 전문 인력을 투입해서 만든 이른바 '백지계획'의 보고서에는 수도 이전 계획의 기조와 기본 이념, 건설 목표, 기본 방향 등과 외국의 신수도 건설 사례가 담겨 있었는데, 수도 이전 대상지로 대전 인근의 공주, 연기, 논산, 천안, 옥천, 금산 등으로 후보지를 압축한 후 최종적으로 공주군 장기면(현 세종특별자치시 장군면)을 선정하였다.
새 수도의 모형으로는 격자형 도로망을 주축으로 한 계획형 도시와 중앙광장에 행정, 업무, 문화, 예술 기능을 배치하고 그 주변에 주거지역을 배치한 동심원형 도시를 계획하였고, 각론으로 수도의 도시기반시설, 교통체계, 주택건설, 상수도시설 등에 대한 하부계획 보고서가 20여 권 있다고 한다.
대한민국 제16대 대통령 선거를 앞두고 당시 16대 대통령 후보자였던 노무현이 2002년 민주당 중앙선거대책위원회 출범식에서 충청권으로 청와대 이전 정책을 공약하였다. 수도 이전지로 대전을 염두에 두고, 수도권 집중 억제와 낙후된 지역경제 문제점의 근본적인 해소와 발전을 위해 충청권에 행정수도를 건설하며, 청와대와 중앙부처부터 이동하여 배치하겠다고 공약했다.
대통령에 당선된 노무현은 2003년 4월에 신행정수도건설추진기획단·지원단을 발족시켰다. 7월 신행정수도특별조치법(안)의 입법을 예고하였고, 12월 신행정수도특별조치법(안)이 국회 본회의에서 여야 합의로 가결되었다.
그러나 헌법재판소는 2004년 10월 서울이 수도라는 관습 헌법이 존재한다는 판단을 내리며, 수도 이전은 법률 제정이 아닌 헌법 개정을 통해 이뤄져야 한다며 '신행정수도 건설 특별법' 위헌 결정을 내렸다. 이 판결로 일부 행정 부처만 이전하는 것으로 결정되었으며, 정부는 2006년 건설교통부 외청으로 행정중심복합도시건설청을 설립하였다. 이후 12월에는 국민 공모를 통해 행정중심복합도시 명칭을 세종으로 확정하였다.
이명박 정부가 출범한 이듬해인 2009년에 대통령 이명박은 '국가백년대계를 위한 정책의 적당한 타협은 없다'며 세종특별자치시 건설을 재검토하겠다고 밝혔다. 같은 해 국무총리 정운찬은 내정 당시 '원안대로 추진하지 못할 것'이라고 발언하였다. 그러나 민주당 등 야당뿐만 아니라 한나라당 대표 박근혜는 '세종시는 국민과의 약속'이라며 원안대로 정상적으로 추진해야 한다고 주장하며 여권 내에서도 이명박 정부와 충돌하였다.
2009년 12월에는 이명박의 행정수도건설 재검토에 반발하여 당시 현직 충청남도지사였던 이완구가 사퇴하였다. 2010년 1월 이명박 정부는 행정부처 이전 계획을 전면 백지화하고 세종특별자치시를 행정중심복합도시에서 교육 중심의 경제 도시로 전환한 '세종시 수정안'을 발표하였다. 그러나 민주당 등 야당과 한나라당 친박계 및 충청계는 수정안에 반발하며 원안대로 추진할 것을 주장하였고, 같은 해 6월 치러진 제5회 지방선거에서 한나라당이 충청 지역에서 참패함으로써 이명박 정부가 추진한 세종시 수정안은 결국 6월 29일 국회 본회의에서 부결되었다.
2012년 7월 1일: 세종특별자치시가 출범하였다. 당시 세종시의 인구는 100,700명이었고, 행정동은 1개(한솔동)였다. (1읍 9면 1행정동)

### 세종특별자치시 출범 이후
- 2014년 2월 10일: 도담동(법정동: 도담동, 어진동, 아름동, 종촌동, 고운동)이 한솔동에서 분동하였다. (1읍 9면 2행정동)
- 2015년 1월 26일: 아름동(법정동: 아름동, 종촌동, 고운동)이 도담동에서 분동하였다. (1읍 9면 3행정동)
- 2015년 10월: 세종특별자치시의 주민등록 인구가 20만 명을 돌파하였다.
- 2016년 4월 18일: 종촌동이 아름동에서 분동하였다.[10] (1읍 9면 4행정동)
- 2017년 2월 20일: 고운동이 아름동에서 분동하였다. (1읍 9면 5행정동)
- 2017년 2월 27일: 금강의 남쪽 지역인 보람동(법정동: 보람동, 대평동, 소담동, 반곡동)이 한솔동에서 분동하였다. (1읍 9면 6행정동)
- 2017년 10월 16일: 새롬동(법정동: 새롬동, 다정동, 나성동)이 한솔동에서 분동하였다. (1읍 9면 7행정동)
- 2018년 6월: 세종특별자치시의 주민등록 인구가 30만 명을 돌파하였다.
- 2018년 7월 16일: 대평동이 보람동에서 분동하였다. (1읍 9면 8행정동)
- 2018년 7월 23일: 소담동(법정동: 소담동, 반곡동)이 보람동에서 분동하였다. (1읍 9면 9행정동)
- 2020년 7월 15일: 연기면 해밀리, 산울리(법정동: 해밀동, 산울동)가 도담동으로, 금남면 집현리, 연동면 합강리 중 대부분(법정동: 집현동, 합강동)이 소담동으로 각각 편입되었다.[11]
- 2020년 8월 14일: 다정동이 새롬동에서 분동하였다. (1읍 9면 10행정동)
- 2021년 9월 28일: 해밀동(법정동: 해밀동, 산울동)이 도담동에서 분동하였다. (1읍 9면 11행정동)
- 2021년 10월 26일: 반곡동(법정동: 반곡동, 집현동, 합강동)이 소담동에서 분동하였다. (1읍 9면 12행정동)
- 2022년 7월 1일: 연기면 세종리(법정동: 세종동)가 새롬동으로, 연기면 누리리, 한별리(법정동: 누리동, 한별동)가 해밀동으로, 연동면 다솜리, 용호리(법정동: 다솜동, 용호동)가 반곡동으로 각각 편입되었다.
- 2023년 3월 30일: 나성동(법정동: 나성동, 세종동)이 새롬동에서 분동하였다. (1읍 9면 13행정동)
- 2023년 4월 13일: 어진동(법정동: 어진동)이 도담동에서 분동하였다. (1읍 9면 14행정동)

## 행정 구역
세종특별자치시는 하위 행정구역으로 시·군·구의 기초지방자치단체를 두지 않는 단층제 광역지방자치단체로 시의 행정구역은 1읍 9면 14행정동 18법정동 122리로 구성되어 있다.
- 세종특별자치시는 2012년 7월 충청남도 연기군 전체 지역, 공주시 장기면과 의당면·반포면의 일부, 충청북도 청원군 부용면을 관할로 설치되었다. 설치 당시 장기면·의당면의 14개리는 장군면으로 통합하였고, 부용면은 부강면으로, 연기군 남면·서면·동면은 각각 연기면·연서면·연동면으로 개칭되었다. 반포면 5개리는 금남면에 편입시켰다.[12]
- 행정중심복합도시의 중심지인 한솔동, 도담동 등 도심과 금남면 일부, 연기면 일부의 법정동, 법정리의 이름은 세종대왕 관련 명칭이나 순우리말, 전래 명칭을 사용해 지어졌다.

2023년 12월 31일 주민등록 기준으로 인구는 386,525명, 160,835가구이며, 행정 구역별 인구와 가구 수는 다음과 같다.

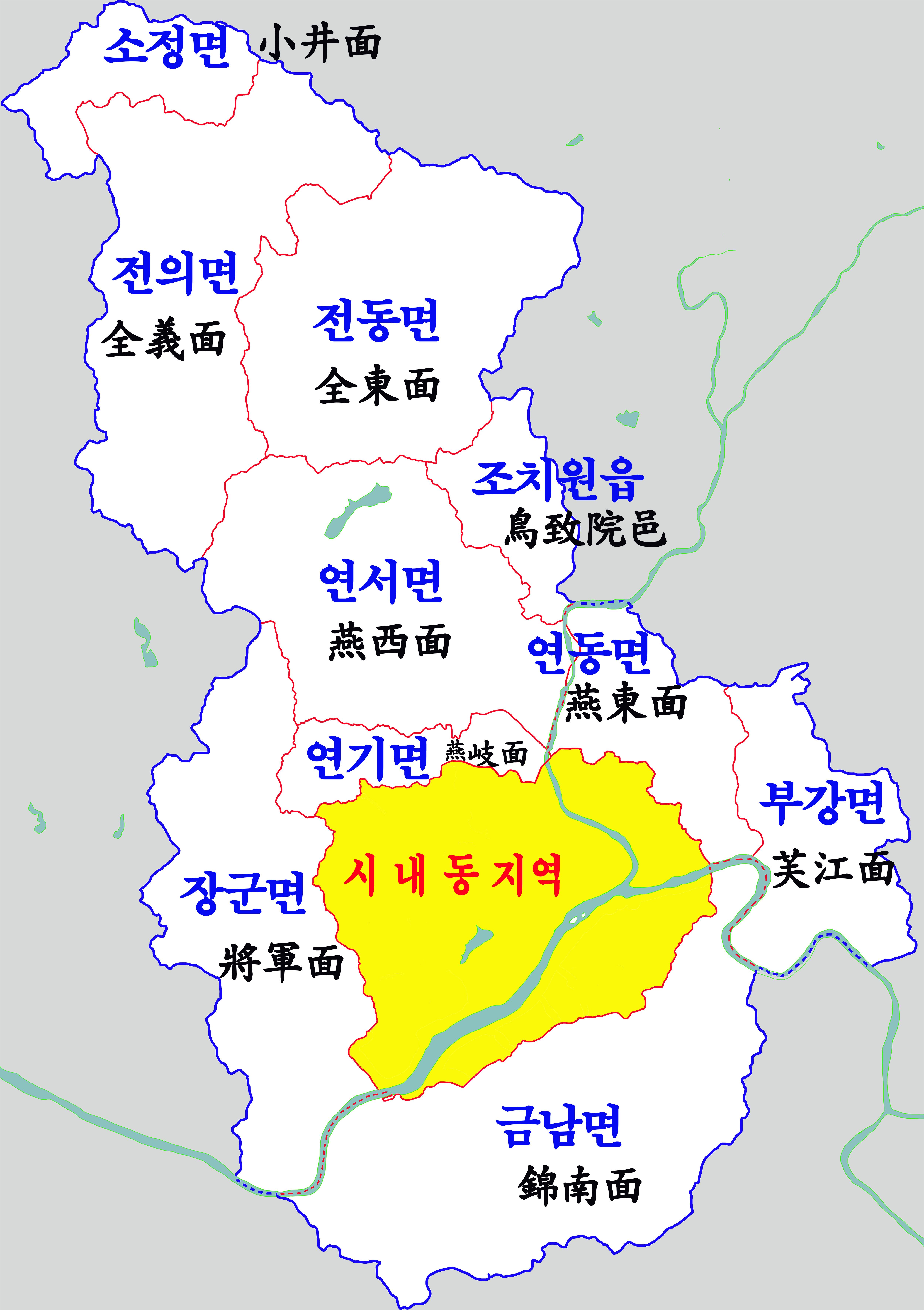
세종특별자치시 행정지도

세종특별자치시 시내동구역도

| 읍·면·행정동   | 한자/영어      | 면적 (km2) | 인구    | 세대    |
| -------------- | -------------- | ---------- | ------- | ------- |
| 조치원읍       | 鳥致院邑       | 13.56      | 41,142  | 20,432  |
| 연기면         | 燕岐面         | 12.1       | 2,479   | 1,434   |
| 연동면         | 燕東面         | 21.5       | 2,479   | 1,490   |
| 부강면         | 芙江面         | 27.79      | 5,615   | 3,149   |
| 금남면         | 錦南面         | 72.5       | 8,396   | 4,759   |
| 장군면         | 將軍面         | 53.23      | 6,646   | 4,139   |
| 연서면         | 燕西面         | 54.58      | 6,920   | 3,742   |
| 전의면         | 全義面         | 62.44      | 5,290   | 2,977   |
| 전동면         | 全東面         | 57.74      | 3,157   | 1,872   |
| 소정면         | 小井面         | 16.47      | 2,158   | 1,140   |
| 한솔동         | Hansol-dong    | 2.75       | 18,319  | 6,362   |
| 새롬동         | Saerom-dong    | 3.24       | 26,634  | 9,758   |
| 나성동         | 羅城洞         | 24.91      | 13,179  | 5,899   |
| 도담동         | Dodam-dong     | 4.69       | 25,322  | 10,281  |
| 어진동         | Eojin-dong     | 2.65       | 11,212  | 5,269   |
| 해밀동         | Haemil-dong    | 2.9        | 9,470   | 3,546   |
| 아름동         | Areum-dong     | 2.19       | 23,602  | 7,945   |
| 종촌동         | 宗村洞         | 1.15       | 28,420  | 10,872  |
| 고운동         | Goun-dong      | 5.35       | 36,236  | 12,815  |
| 소담동         | Sodam-Dong     | 12.72      | 21,923  | 8,445   |
| 반곡동         | 盤谷洞         | 3.2        | 28,568  | 12,077  |
| 보람동         | Boram-dong     | 1.33       | 19,036  | 6,980   |
| 대평동         | 大平洞         | 1.52       | 11,288  | 4,383   |
| 다정동         | Dajeong-dong   | 1.74       | 28,675  | 10,853  |
| 세종특별자치시 | 世宗特別自治市 | 465        | 386,525 | 160,835 |

## 사법·행정 기관
2012년 7월 1일 출범 당시 인구는 100,700여 명이었고, 광역지방자치단체의 지위로 출범한 세종특별자치시의 성격으로 인하여 세종특별자치시교육청도 함께 출범하였다. 대전지방법원, 대전지방검찰청 직속 관할 지역으로 그대로 유지하되, 대전지방법원 산하 연기군법원은 세종시법원으로 명칭이 변경되었으며, 충남지방경찰청 소속 연기경찰서는 세종경찰서로 개칭되었다. 2019년 6월 25일 세종지방경찰청이 설치되었다. 2021년 1월 1일 세종별자치시지방경찰청이 세종특별자치시경찰청으로 개칭했다. 2021년 10월 4일 세종남부경찰서가 개청하여 기존 세종경찰서는 세종북부경찰서로 명칭이 변경되었다.
- 행정중심복합도시건설청
- 세종특별자치시교육청
- 세종특별자치시경찰청
  - 세종북부경찰서
  - 세종남부경찰서
  - 정부세종청사경비대
- 세종특별자치시선거관리위원회
- 세종특별자치시 소방본부
  - 세종남부소방서
  - 세종북부소방서

## 인구
세종특별자치시는 2012년 7월 1일 공식 출범한 대한민국의 행정중심복합도시로서, 충청남도 연기군 전역과 공주시, 청원군, 대전광역시 일부 지역을 편입하여 설치되었다. 출범 이후 세종시는 정부 부처 및 공공기관의 이전과 함께 인구가 급격히 증가하며 새로운 도시로서의 기반을 마련하였다.
출범 당시 세종특별자치시의 인구는 약 11만 명 내외에 불과하였다. 당시에는 행정기관 이전이 본격적으로 이루어지지 않았고, 생활 인프라도 미비하였기 때문에 인근 도시인 대전, 청주 등지로부터의 인구 유입이 점차적으로 진행되는 수준에 머물렀다.
2013년 이후 정부 부처와 공공기관이 단계적으로 이전함에 따라 세종시의 인구는 빠른 속도로 증가하였다.
2015년경에는 인구가 약 20만 명을 돌파하였으며, 2017년에는 30만 명을 넘어섰고, 2020년에는 34만 명을 상회하였다.
이 시기는 세종시가 대한민국에서 가장 높은 인구 증가율을 기록한 시기로, 젊은 공무원 및 공공기관 종사자와 그 가족이 대거 유입되었다.
2021년 이후 세종시의 인구는 약 37만 명 수준에서 정체 양상을 보이고 있다. 출산율 저하, 주택 공급 속도의 둔화, 공공기관 이전의 마무리 등이 주요 원인으로 지적된다. 2023년 기준 인구는 약 38만 명에 이르렀으며, 2025년 현재 약 38만~39만 명 수준에서 유지되고 있다.
세종특별자치시의 연도별 인구 추이
| 연도      | 총인구(명) |
| --------- | ---------- |
| 2012년    | 113,117    |
| 2013년    | 122,153    |
| 2014년    | 156,125    |
| 2015년    | 210,884    |
| 2016년    | 243,048    |
| 2017년    | 280,100    |
| 2018년    | 314,126    |
| 2021년    | 365,484    |
| 2023년    | 386,525    |
| 2024년9월 | 389,443    |

## 이전 기관

### 중앙행정기관
계획 초기 정부서울청사와 정부과천청사에 있었던 12부 4처 2청을 이전 대상으로 삼았으나, 이후 9부 2처 2청으로 바뀌었다. 2012년 9월 14일 국무총리실의 이전을 시작으로 중앙행정기관의 본격적인 정부세종청사 이주가 시작되었다.
| 구분              | 구분      | 중앙행정기관                            | 소속기관                                                                                               |
| ----------------- | --------- | --------------------------------------- | --- |
| 36개 기관         | 36개 기관 | 16개 기관 (9부, 2처, 2청, 1실, 2위원회) | 20개 기관                                                                                              |
| 1단계 2012년 이전 | 중심관리  | 국무총리실                              | 조세심판원                                                                                             |
| 1단계 2012년 이전 | 중심관리  | 기획재정부                              | 복권위원회                                                                                             |
| 1단계 2012년 이전 | 중심관리  | 공정거래위원회                          | |
| 1단계 2012년 이전 | 국토관리  | 국토해양부                              | 중앙토지수용위원회, 항공철도사고조사위원회, 중앙해양안전심판원                                         |
| 1단계 2012년 이전 | 국토관리  | 환경부                                  | 중앙환경분쟁조정위원회                                                                                 |
| 1단계 2012년 이전 | 농림 해수 | 농림수산식품부                          | |
| 2단계 2013년 이전 | 교육 문화 | 교육부                                  | 교원소청심사위원회                                                                                     |
| 2단계 2013년 이전 | 교육 문화 | 문화체육관광부                          | 해외문화홍보원                                                                                         |
| 2단계 2013년 이전 | 산업 과학 | 지식경제부                              | 무역위원회, 전기위원회, 광업등록사무소, 경제자유구역기획단, 지역특화발전특구기획단, 연구개발특구기획단 |
| 2단계 2013년 이전 | 사회 복지 | 보건복지부                              | |
| 2단계 2013년 이전 | 사회 복지 | 고용노동부                              | 중앙노동위원회, 최저임금위원회, 산업재해보상보험재심사위원회                                           |
| 2단계 2013년 이전 | 사회 복지 | 국가보훈처                              | 보훈심사위원회                                                                                         |
| 3단계 2014년 이전 | 중심관리  | 법제처                                  | |
| 3단계 2014년 이전 | 중심관리  | 국민권익위원회                          | |
| 3단계 2014년 이전 | 독립 배치 | 국세청                                  | |
| 3단계 2014년 이전 | 독립 배치 | 소방청                                  | |
| 3단계 2014년 이전 | 독립 배치 | 한국정책방송원                          | |
| 3단계 2014년 이전 | 독립 배치 | 미래창조과학부                          | 우정사업본부                                                                                           |

### 정부출연 연구기관
정부출연 연구기관은 총 16개 기관이 이전하였다.
| 소관별                     | 연구기관 |
| -------------------------- | --- |
| 국무총리실 2012년 이전     | 경제인문사회연구회, 국토연구원, 한국개발연구원, 한국법제연구원, 한국조세연구원, 과학기술정책연구원, 한국직업능력개발원, 한국노동연구원, 대외경제정책연구원, 산업연구원, 한국교통연구원, 한국청소년정책연구원, 한국보건사회연구원, 한국환경정책평가연구원 |
| 교육과학기술부 2012년 이전 | 기초기술연구회 |
| 지식경제부 2012년 이전     | 산업기술연구회 |

### 대통령기록관
역대 대통령 관련 기록, 문서를 보관하는 곳이다. 대통령기록관 건립은 2007년 4월에 제정된 '대통령기록물 관리에 관한 법률'에 의하여 시행된 것이며, 대통령 관련 기록물은 2007년 12월부터 경기도 성남시에 위치한 국가기록원 나라기록관 서고에 보존하다가 2015년 4월에 세종특별자치시의 대통령기록관 신청사가 준공되어 이전을 완료하고 같은 해 11월 20일부터 업무를 개시하였다.

## 교통

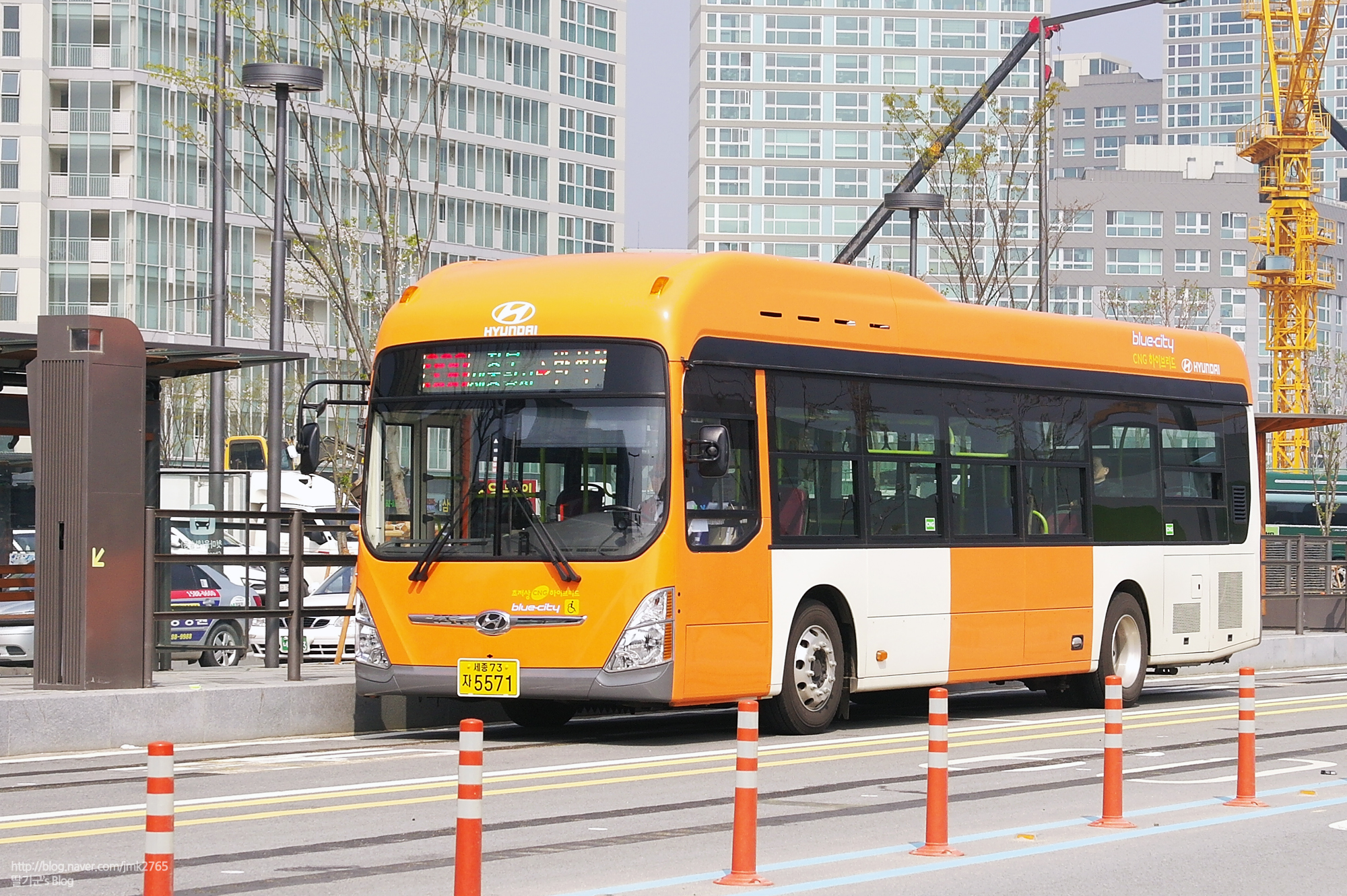
세종특별자치시의 시내버스

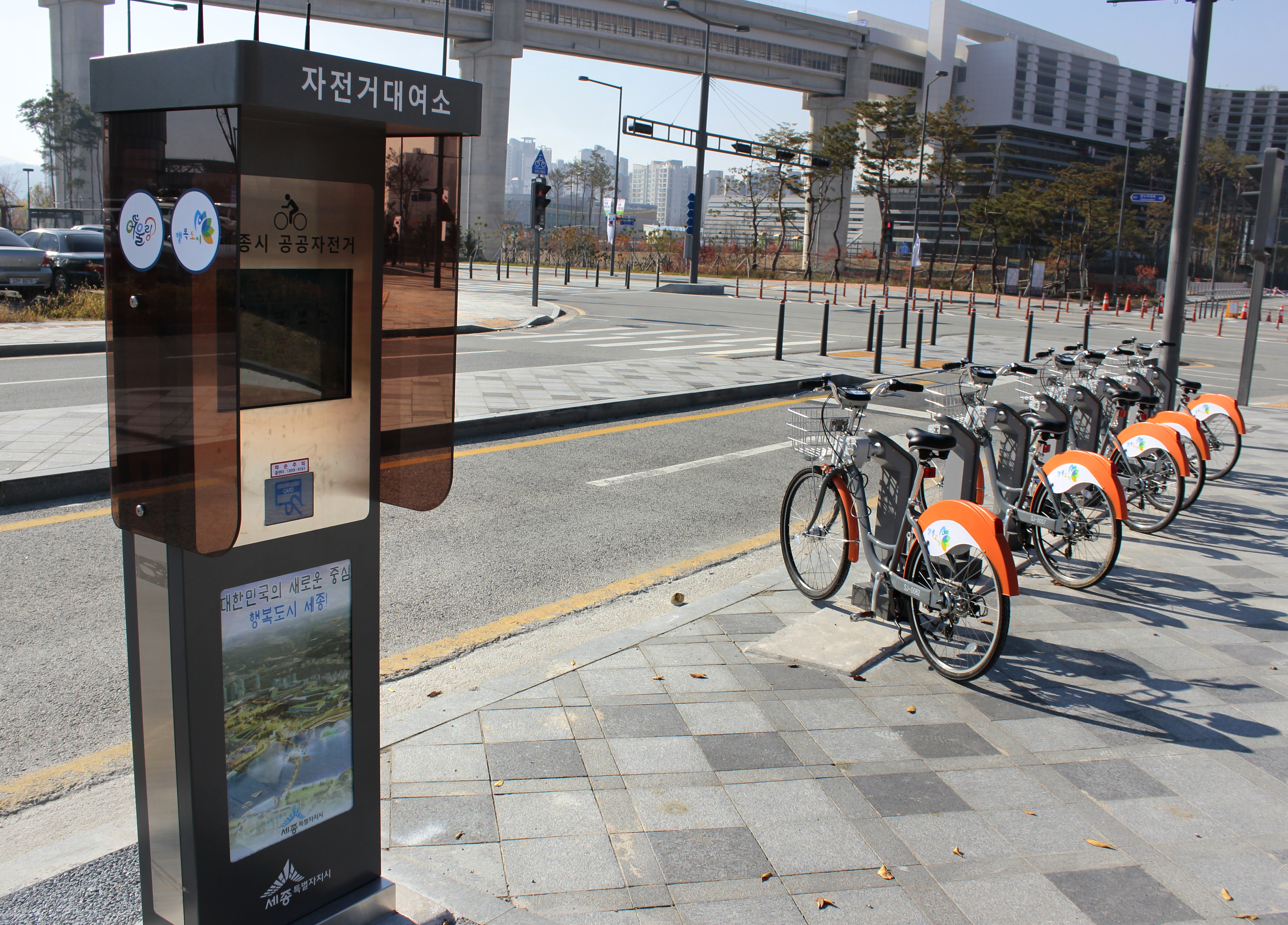
세종특별자치시 공공 자전거 어울링

### 교통 체계
도시 내부에 환상형의 순환 도로가 설치될 예정이며, 2012년 9월부터 ● 대전 도시철도 1호선 반석역 ~ 행정중심복합도시 ~ 오송역 30.7km에 간선급행버스체계 B2를 운행하고 있다. 대전 유성까지 10분, 충북 청주시 흥덕구 오송읍(舊 청원군 강외면)까지 20분 만에 이동할 수 있다.
도로망으로는 행정중심복합도시를 중심으로 환상형 순환 도로망이 구축되고 있다.
BRT 도로 기능을 공유하는 순환 도로망 은 행정도시 세종고속시외버스터미널 ~ 한두리대교 ~ 정부세종청사 ~ 신도심 북측 환승 터미널 예정지 구간의 구축이 완료된 상태이며, 외곽 순환 도로망은 금남면 용포리 ~ 학나래교 ~ 연기면 연기리 연기교 구간의 구축이 완료된 상태다.
현재 이들 도로망을 중심으로 오송역, 논산천안고속도로 남풍세 나들목과 정안 나들목, 대전광역시 유성구 반석동 노은지구를 연결하는 도로가 신설되었거나 기존 도로가 확장된 상태이며, 2015년에는 행정중심복합도시에서 세종특별자치시 연동면과 부강면, 충청북도 청주시 서원구 남이면을 경유하여 3순환로 석곡 분기점을 연결하는 왕복 4차로 도로가, 2016년에는 행정중심복합도시 3-3생활권(소담동-반곡동) 남쪽의 세종특별자치시 금남면 일대에서 대전광역시 유성구의 대덕연구개발특구 및 대덕테크노밸리를 연결하는 BRT 연계 왕복 6차로 도로가 신설 개통되었다.
2017년까지 기존의 국도 제1호선, 국도 제36호선 (공주시 방면), 행정중심복합도시 ~ 장군면 ~ 서산영덕고속도로 공주 나들목, 국가지원지방도 제96호선 등이 각각 4차로에서 6차로로 확장될 예정이며, 금남면과 부강면을 잇는 교량 이 향후 건설될 예정이다. 또한 오송역 ~ 청주국제공항 연결 도로가 신설되고 국도 제36호선 오송 ~ 경부고속도로 청주 나들목 연결 도로는 6차로로 확장되며 같은 노선의 조치원 ~ 오송 연결 도로는 기존 4차로는 유지한 채 도로 폭을 넓히고 교차로를 개선하는 등 도로가 차차 개선된다.
국토교통부는 대전광역시 ~ 세종특별자치시 간 주요 도로에 전국 최초로 '차세대 지능형교통시스템'(C-ITS) 시범 사업을 추진한다. C-ITS는 사물인터넷을 활용한 기술로, 자동차가 주행 중 다른 자동차 또는 도로에 설치된 통신장치와 통신하면서 주변 교통상황과 급정거, 낙하물 등 위험 정보를 실시간으로 확인해 알려준다. 시범사업은 2017년 3월까지 대전~세종 간 고속도로, 국도, 대전광역시와 세종특별자치시 도시부도로 81km에서 실시된다.
세종특별자치시를 관통하는 고속도로로는 서산영덕고속도로 서세종 나들목과 남세종 나들목 이 있으며, 경부고속도로 남청주 나들목, 논산천안고속도로 남풍세 나들목과 정안 나들목까지 연계 도로망이 구축돼 있다. 또 세종포천고속도로가 세종특별자치시를 남북으로 관통하게 될 예정이다.
세종특별자치시로 편입된 경부선의 철도역은 소정리역, 전의역, 전동역, 서창역, 조치원역, 내판역, 부강역, 매포역의 8개 역이며, 현재 추진 중인 복선 전철 연장 구간이 세종시 북부지역을 지나게 된다. 또한, 충청권 광역철도 2단계 구간으로 경부선 매포역~부강역~내판역~조치원역이 해당된다. 이 구간은 세종시 동부지역인 부강면, 연동면, 조치원읍 일부에 해당한다.
기존의 경부선과 호남선을 활용하여 논산 ~ 계룡 ~ 대전 ~ 조치원 ~ 청주공항을 연결하는 충청권 광역철도와 ● 대전 도시철도 1호선 종점인 반석역과 청주공항을 연결하는 대전-세종-충북 광역철도가 계획되어 있다.

### 교통 사고
2015년부터 2017년까지 3년 기준으로 세종시 보행사고 과다 지점은 신도시 및 읍면 각 3곳 등 모두 6으로 조치원역 앞 교리 4거리가 사망 1명, 부상 35명으로 가장 많았고, 서창 4거리가 사망 1명, 부상 19명, 신흥 4거리가 사망 2명, 부상 17명이다. 신도시에선 아름동 우체국 앞 도로가 부상 25명, 도램마을 10단지 앞 4거리가 부상 23명, 금남면사무소 앞 3거리가 부상 13명으로 뒤를 이었다. 정부청사관리본부 3동과 공정거래위원회 사이에 위치한 도움8로에서 부상자 25명으로 청사 주변에선 교통사고가 가장 많았고, 6차선인 한누리대로에서 보듬4로 사이의 구간으로 빠른 속도로 진입하는 비보호차량이 흔한데도 신호등이 없는 4거리는 보행자 사고가 가장 많은 곳으로 부상자 25명 가운데 19명이 보행 사고였다.
| 경부선 | 천안역 ↔ 소정리역 ↔ 전의역 ↔ 전동역 ↔ 서창역 ↔ 조치원역 ↔ 내판역 ↔ 부강역 ↔ 매포역 ↔ 신탄진역 |

| 조치원공영버스터미널 | 고속/시외/시내버스 운행 (조치원읍) | 세종고속시외버스터미널 | 고속/시외버스 운행 (대평동) |

## 기반시설
대전광역시에서 행정중심복합도시까지 12.7km의 물길공사를 완료하고 상수관로를 연결하여, 안정적인 수돗물 공급이 이루어지고 있다. 세종시는 1일 6만 톤의 대전광역시 수돗물을 공급받게 된다.
세종특별자치시 중심을 흐르는 금강 유역에 돛단배를 형상화한 비대칭 사장교인 한누리대교가 개통된 이후 행정중심복합도시에서 대전광역시 유성구 노은동까지 10분 이내로 단축됐으며, 대전의 대형병원, 백화점, 대형마트 등 편의시설 접근성이 향상되었다. 또한 세종시에서는 도시미관을 저해하는 요인으로 지적되는 각종 전선과 통신선이 모두 공동구를 통해 지중화(매설)되기 때문에 전봇대 등을 찾아볼 수 없다.
지역 번호는 세종특별자치시 출범과 동시에 기존의 충청권 3개 번호와 별개의 지역번호인 044를 사용하고 있다. 단, 금남면의 충청남도 산림자원연구소는 충청남도의 지역번호인 041을 사용한다.

## 문화

### 국보
- 계유명전씨아미타불비상: 국보 제106호, 국립청주박물관 소장

### 보물
- 세종 연화사 무인명불비상 및 대좌: 보물 제649호
- 세종 연화사 칠존불비상: 보물 제650호

### 중요민속문화재
- 세종 유계화 가옥: 중요민속문화재 제138호

### 천연기념물
- 세종 봉산동 향나무: 천연기념물 제321호

### 시 지정문화재
세종특별자치시 출범에 따라 충청남도와 충청북도로부터 이관된 도지정문화재를 2012년 12월 25일, 시지정문화재로 재지정하여 고시하고, 이후에 추가로 지정 고시하고 있다. 2016년 12월말까지 지정 내역은 유형문화재 13건, 무형문화재 2건, 기념물 11건, 문화재자료 13건 및 향토유적 66건이다.

### 축제
세종특별자치시에서 열리는 축제는 총 2개다.
| 축제명             | 개최시기 | 주요 내용                                            | 주최/주관            |
| ------------------ | -------- | ---------------------------------------------------- | -------------------- |
| 조치원 복숭아 축제 | 8월      | 복숭아와 어울림, 복사꽃 새싹공연, 축하공연           | 복숭아축제추진위원회 |
| 세종축제           | 10월     | 세종대왕의 얼을 기리고 한글의 우수성을 확인하는 축제 | 세종특별자치시       |

### 연기 8경
- 오봉락조(五峰落照): 오봉산의 저녁노을
- 당수청람(唐岫晴嵐): 당산의 맑은 이내
- 침산추월(砧山秋月): 침산의 가을 달
- 용당기암(龍塘奇巖): 용당의 기이한 바위
- 금강귀범(錦江歸帆): 금강으로 돌아오는 범선
- 동진어화(東津漁火): 조천 동진의 고기잡이 불
- 고려고성(高麗古城): 고려산성의 옛 성터
- 비암만종(碑巖晩鍾): 비암사의 늦은 종소리

## 교육 기관
- 사립대학교

|  | - 고려대학교 세종캠퍼스 | - 홍익대학교 세종캠퍼스 | - 대전가톨릭대학교 |

- 사립전문대학

|  | - 한국영상대학교 |

- 고등학교

|  | - 세종과학예술영재학교 - 고운고등학교 - 다정고등학교 - 도담고등학교 | - 두루고등학교 - 보람고등학교 - 새롬고등학교 - 성남고등학교 | - 세종국제고등학교 - 세종고등학교 - 세종여자고등학교 - 세종예술고등학교 | - 세종하이텍고등학교 - 소담고등학교 - 아름고등학교 - 양지고등학교 | - 종촌고등학교 - 한솔고등학교 |  |

- 중학교

|  | - 고운중학교 - 글벗중학교 - 금호중학교 - 다정중학교 - 도담중학교 | - 두루중학교 - 반곡중학교 - 보람중학교 - 부강중학교 - 새롬중학교 | - 새뜸중학교 - 세종중학교 - 소담중학교 - 아름중학교 - 양지중학교 | - 어진중학교 - 연동중학교 - 연서중학교 - 장기중학교 - 전의중학교 | - 조치원중학교 - 종촌중학교 - 한솔중학교 |

- 초등학교

|  | - 나성초등학교 - 가락초등학교 - 가득초등학교 - 감성초등학교 - 고운초등학교 - 글벗초등학교 - 금남초등학교 - 나래초등학교 - 늘봄초등학교 | - 다빛초등학교 - 다정초등학교 - 대평초등학교 - 도담초등학교 - 두루초등학교 - 미르초등학교 - 반곡초등학교 - 보람초등학교 | - 부강초등학교 - 새롬초등학교 - 새뜸초등학교 - 새빛초등학교 - 새움초등학교 - 세종도원초등학교 - 소담초등학교 - 소정초등학교 | - 수왕초등학교 - 쌍류초등학교 - 아름초등학교 - 양지초등학교 - 여울초등학교 - 연남초등학교 - 연동초등학교 - 연봉초등학교 | - 연서초등학교 - 연세초등학교 - 연양초등학교 - 온빛초등학교 - 으뜸초등학교 - 의랑초등학교 - 장기초등학교 - 전동초등학교 | - 전의초등학교 - 조치원교동초등학교 - 조치원대동초등학교 - 조치원명동초등학교 - 조치원신봉초등학교 - 종촌초등학교 - 참샘초등학교 - 한솔초등학교 |

- 특수학교

|  | - 세종누리학교 - 세종등산학교 |

### 대학
세종특별자치시에는 조치원읍에 고려대학교 세종캠퍼스와 홍익대학교 세종캠퍼스, 전의면에 대전가톨릭대학교, 장군면에 한국영상대학교가 있고 행정중심복합도시에 대학유치가 추진되었다.
- 고려대학교는 2007년 2월 행정도시 입주 협상대학 선정 후, 2007년 11월 약 132만 m2의 부지에 국가경영, 서비스 경영, 문화예술 등 6개 단과대학과 일반, 행정, 치의학 등 7개 일반전문대학을 설치할 것을 검토하였으나, 2011년 5월 김정배 고려중앙학원 이사장이 세종시 입주 포기를 공식 선언했다.[34]
- 충남대학교, 공주교육대학교, 공주대학교가 통합하여 세종특별자치시에 융복합캠퍼스를 조성하는 방안[35]이 나왔으나 무산[36]되었다.

서울과 수도권 소재 대학의 세종특별자치시 이전이 아닌 대전, 공주, 조치원 등 행정중심복합도시 주변 지역에 소재한 대학이나 연구 기관을 옮기는 방식의 대학, 산업 유치는 지역 상생 발전에 위배된다는 주장이 있다.

### 대학원
- 행정중심복합도시건설청에서는 2009년 1월 KAIST와 향후 건설될 세종시내에 과학기술 전략정책대학원 및 융합기술대학원, 생명과학기술대학, 연구중심병원, 연구센터, 의료서비스시설 등 바이오메디컬단지를 설치해 2014년까지 개교한다는 내용으로 각각 양해각서를 체결하였다. KAIST에 할당될 공간은 약 30만 9821m2이다.

## 사건·사고 및 논란

### 충청남도 세종시안과 정부 직할 세종특별자치시안 대립
2007년 5월 9일 충청남도는 행정자치부 주재 회의에서 "행정도시를 '충청남도 산하 기초단체'로 만들되 예정지역뿐 아니라 연기군 전 지역을 행정도시 관할구역으로 편입해 '도농복합시'를 설치해야 한다"는 입장을 밝혔으나 충청남도 안에서도 의견이 엇갈리고 있다. 면적과 인구의 절반이 행정도시에 포함되는 연기군은 "행정도시를 기초자치단체로 규정해야 한다"는 충청남도청의 입장을 지지했다. 하지만 공주시는 "행정도시 주변지역에 포함되면서 주민들이 각종 재산권 규제로 고통받고 있으므로 주변지역은 행정도시 행정구역에서 제외해 달라"는 의견을 행정자치부에 제출했다.
한편, 충청북도는 "행정도시의 법적 지위는 '정부 직할 광역자치단체'로 두는 것이 바람직하다"는 입장이다. 충청북도청은 "행정도시 관할 구역은 예정지역으로만 하고 주변지역은 제외하는 것이 좋다"며 "만약 주변지역을 포함한다면 주민투표를 실시해야 한다"고 밝혔다. 행정도시 관할 구역은 예정지역으로만 하고 주변지역은 제외하는 것이 좋다는 것이 충청북도청의 입장에 가까운 셈이다.
2007년 5월 21일 행정자치부는 충남 연기·공주 지역에 들어설 행정중심복합도시의 법적 지위는 제주특별자치도의 형태와 같은 ‘광역+기초’ 단체로 하는 내용의 행정복합도시 법적 지위 및 행정구역 범위를 담은 입법예고안을 '행정자치부 공고 제 2007-81호'로 공고하는 한편 이를 이날 오전 10시 33분 행정자치부 홈페이지에 등재했다. 이와 관련하여 행정중심복합도시건설청 관계자는 “행정중심복합도시 세종의 법적 지위는 이로써 정부 직할의 광역자치단체로 가닥이 잡힌 것”이라며 “따라서 입법예고한 대로 관련 법률이 확정될 경우 세종시의 정식 명칭은 ‘세종특별자치시’가 된다”고 말했다. 이 관계자는 또 세종특별자치시는 광역과 기초를 겸하는 ‘단층제’ 형태로서 제주특별자치도와 비슷한 개념의 법적 지위를 갖게 될 전망“이라며 ”예를 들어 대전광역시만 해도 광역시 아래에 자치권을 가진 구(區)가 있지만 세종특별자치시는 자치구 없이 시 행정을 직접 관할하게 될 것“이라고 말했다.
이와 관련하여 충청북도청은 행정도시가 정부의 직할 자치단체로 규정된 법적 지위에 대해서는 그동안의 요구가 수용됐다며 환영하고 있다. 그러나 행정구역에 행정도시의 주변지역으로 지정된 청원군 부용면 8개리와 강내면 3개리가 편입된데 대해서는 받아들일수 없다는 입장이다. 이들 지역이 세종시에 편입되면 당장 인구 8,000명이 줄고 지방세 및 교부세가 연간 200억원가량 감소하는 불이익이 예상되기 때문이다. 김재욱 청원군수는 이날 기자회견을 갖고 해당 지역주민들이 반대하고 있고 청원군청도 지역발전에 타격을 입게 된다며 주민투표를 통해 결정해 줄 것을 정부에 요구했다. 청원군의회도 성명서를 통해 행정도시 행정구역 입법예고를 즉각 철회하고 정부는 주민투표법에 의한 주민투표에 의거해 결정하라고 촉구했다.
2007년 5월 31일 충청남도청은 ‘세종시 설치 등에 관한 법률안’에 대하여 논의를 유보하거나 부득이 법령 제정이 필요하다면 도·농복합 형태의 특례시를 설치해야 한다는 의견을 행정자치부에 제출했다.
2007년 6월 11일 충청남도의회 의원들은 세종시 설치법안 제정과 관련한 건의문을 행정도시 건설 주무부처인 행정자치부와 국회에 전달하는 등 법안의 조기입법 부당성을 수차례 주장했다. 이들은 현재 건설 초기 단계인 행정도시의 법적 지위가 반드시 광역자치단체 수준이어야 하는지를 면밀히 검토하라며 행정도시가 2030년 인구 50만명 유치를 목표로 하고 있지만 2007년 10월 현재 인구가 44,000명에 불과하므로, 세종시 설치 예상 시기인 2010년이 된다 해도 인구가 읍(邑) 규모에 해당하는 50,000여 명에 지나지 않을 것이 뻔한데, 굳이 인구 100만명 수준의 광역자치단체 지위를 부여하는 것이 타당하지 않다고 주장했다. 즉, 도시가 성장하고 인구가 유입된 뒤 법적 지위를 부여해도 늦지 않다는 것이다.
2007년 11월 13일 오후 2시 민주노동당 소속 충남·북 대전시당 위원장은 충청남도청에서 기자실을 찾아 기자회견을 갖고 ‘세종시의 법적지위’에 대해 ‘충청남도청 산하 기초자치단체’로 한다는 내용 등의 입장을 밝혔다. 임성규 민주노동당 충청남도당 위원장은 “정부의 세종시의 법적지위에 있어 충청남도청 산하 기초자치단체로 하고, 향후 세종시가 일정한 조건과 환경이 마련되면 독자적인 광역시로 승격하는 방안을 제시한다”며 이같이 밝혔다. 임성규 위원장은 “세종시의 관할구역에 있어 현재 추진 중인 충남 공주시 일부지역, 충북 청원군 일부지역은 정치적인 목적으로 포함됐다고 보이며, 무엇보다 주민들의 반대가 많아 편입을 반대하며, 그 대안으로 연기군 전 지역을 행정도시구역에 포함한다는 내용을 담았다”고 말했다.
2008년 9월 19일 심대평 자유선진당 대표 최고위원이 행정중심복합도시인 ‘세종시(이하 행복도시)’와 관련, 세종시의 관할구역에 기존 예정지역과 주변지역 외 연기군 잔여지역까지 모두 포함하는 내용을 담은 ‘세종시 설치 및 운영·지원에 관한 특별법’을 발의했다고 밝혔다. 심대평 대표는 “수도권 과밀화와 지방 공동화를 막는 ‘상생 균형발전 정책’이 바로 행복도시 건설”이라며 “충청권 뿐 아니라, 대한민국 전체가 상생할 수 있는 상징적 도시가 건설ㆍ운영될 수 있도록 하는 법안을 만들고자 노력했다”며 법안 발의 배경을 설명했다.
2009년 2월 23일 국회 행정안전위원회 법안심사소위원회에서 자유선진당 심대평 대표 등이 발의한 3개의 '세종시특별법'을 심의했으나 세종시의 법적지위를 놓고 한나라당은 충청남도 산하 특례시'를 주장하고 있는 반면 민주당 및 자유선진당은 정부직할 특별시를 요구하는 등 의견이 맞서면서 결국 2009년 4월 국회로 심의가 미뤄졌다.
2009년 2월 24일 자유선진당은 정책성명을 통해 "세종시를 특례시로 하자는 것은 결국 그동안 떠돌던 행복도시 축소론을 공식화한 것"이라며 "특례시로 지정한다는 것은 중앙정부의 지원을 축소·중단하고, 충남도 차원에서 소규모 개발로 선회하겠다는 책략"이라고 주장했다.
2009년 2월 25일 자유선진당 심대평 대표는 국회에서 기자회견을 열어 "세종시를 정부가 직접 관리하는 '특별자치시'로 해야 한다"고 거듭 주장했다. 심대평 대표는 "국토균형발전이라는 정책목표로 국가 차원에서 건설되는 행정중심복합도시임을 감안, 정부가 직접 관리하고 지원하는 도시로서 특수한 법적지위가 반드시 필요하다"면서 "충남 공주시와 연기군, 충북 청원군 등 2개도 3개시·군을 포괄하는 정부 직할의 도시를 만들자는 것이 '특별자치시'"라고 설명했다.
같은 날 민주당 충청남도당(위원장 양승조)도 '이완구 충청남도지사에게 보내는 공개 질의'를 통해 세종시가 충청남도 산하 특례시가 되는 것을 반대하고 나섰다. 민주당 충청남도당은 "정부와 한나라당이 세종시를 충청남도 산하 특례시로 제시한 이완구 충청남도지사의 안에 만족한다'고 했는데, 과연 세종시를 충청남도의 한 지역시로 만드는 게 충청도민들의 요구였느냐"며 한나라당을 비난했다.
반면 한나라당 충청남도당 김태흠 위원장은 같은날 오후 기자간담회를 통해 "세종시가 특례시가 되느냐, 특별자치시가 되느냐가 중요한 것이 아니고 원안대로 제대로 추진되느냐가 중요한 것"이라며 "지금은 정치권이나 사회단체들이 하나가 되어 중앙정부와 정치권에 우리 요구를 관철시키는 일이 시급하다"고 말했다. 이어 "자유선진당은 그동안 세종시법 제정이 한나라당의 반대로 불투명해지고 있다면서 자신들의 책임은 회피해 왔다"며 "그러나 이제 한나라당이 본격적으로 세종시법 제정에 나서자 이제는 실체도 없는 '축소론'과 '음모론'을 제기하면서 남의 탓만 하고 있다"고 비난했다.
이에 대해 시민단체들은 한나라당이 '세종특례시'안을 들고 나온 것은 세종시를 축소, 변질시키려는 음모라고 주장했다.
2009년 2월 26일 충청북도의회는 기자회견을 갖고 “세종시는 정부 직할 특별시로 건설해야 한다”고 촉구했다. 충청북도의회는 이날 “‘세종시 건설 특별법’ 심의 결과와 관련해 정부 직할의 특별시가 아닌 기초자치단체 성격의 특례시로 만들려는 움직임에 대해 크게 실망하고 있다”고 밝혔다. 이어 “본 법안심사위원회에서는 2008년 12월 단일안으로 만든 ‘세종시 설치법(안)’을 무시하고 3월 말까지 정부(안)을 만들어 4월에 다시 심의한다는 데 이에 대해 유감스럽게 생각한다”며 “충청북도민이 우려하는 대로 법적 지위에 있어 의원 발의안에 있는 내용을 변형시켜 중앙정부 직할의 특별자치시가 아니라 기초자치단체 성격의 특례시로 한다면 충청북도는 행정도시에서 완전히 소외된다”고 비난했다.
2009년 3월 18일 충청남도의회는 제223회 임시회 제3차 본회의를 열고 세종시의 법적 지위에 대한 논의를 벌였지만, 한나라당 의원들은 충청남도 산하의 특례시를, 자유선진당 의원들은 정부직할의 특별자치시를 각각 주장하며 의견 차이만 확인했다. 한나라당 소속 이창배·이기철·황화성 의원은 세종시가 정부직할의 특별자치시가 될 경우 도세의 감소로 충청남도청의 위상이 급격히 위축될 것이 확실한 만큼 충청남도 산하의 특례시로 가야 한다고 주장한 반면, 자유선진당 소속 유환준·김동일 의원은 장기적인 관점에서 충청권의 발전을 위해서는 정부 직할의 특별자치시가 돼야 한다고 맞섰다. 이날 논의 과정에서 일부 의원은 고성을 지르며 퇴장해 눈살을 찌푸리게 하기도 했다. 이에 따라 충청남도의회는 세종시의 법적지위에 대한 충청남도의회의 의견을 결정하는 ‘세종시 설치관련 충남도의회 의견 제시의 건’을 오는 27일 제4차 본회의에서 다시 논의하기로 했다.
2009년 3월 19일 충청남도의회 강태봉 의장을 비롯한 한나라당 소속 의원들은 충청남도청 기자실에서 기자회견을 갖고 세종시의 법적지위를 ‘정부직할 특별자치시’로 의견을 모았다고 밝혔다. 강태봉 의장 등은 ▲세종시의 법적지위는 정부직할 특별자치시로 하되 행‧재정적 특례조항을 반드시 포함해야 한다 ▲세종시 관할 구역은 예정지역 및 주변지역 외에 연기군 잔여지역을 포함하여야 한다는 2개 항을 발표했다. 그러나 강태봉 의장 등은 “충청남도민이라면 충청남도 산하의 특례시로 가야 한다는 것이 가장 합리적이며, 도민의 이익에 부합하는 것이라 의견을 모았었다”며 “우리 속담에 ‘죽 쒀서 개 준다’는 말이 있는데, 행정중심복합도시가 충청남도 산하가 아닌 광역시로 간다면 바로 그런 꼴이 되는 것이라 생각한다”고 불편한 속내를 내비쳤다.
2009년 4월 16일 오후 국회 행정안전위원회 법안심사소위원회 권경석 위원장은 속개된 회의에서 “자치권 행사에 있어 정부 직할 광역시의 지위를 부여하고, 교육자치는 종전과 같이 하도록 한다”고 밝혔다. “교육자치는 종전과 같이 한다”는 말은 교육감을 선출하지 않는다는 뜻이다. 명칭은 ‘세종특별자치시’로 합의됐다. 자유선진당 권선택 원내대표가 권경석 위원장을 만나 이 같은 합의를 이끌어낸 것으로 전해졌다. 이와 관련하여 행정중심복합도시사수연기군대책위원회는 “‘광역단체의 지위를 부여한다’는 것은 ‘광역자치단체다’라고 판단할 수 있으나 의도에 따라서는 기초자치단체로 하면서 광역의 특례사항을 일부 부여한다고 해석 할 수도 있기에 여전히 논란의 소지가 있다”고 우려했다.
2009년 12월 18일 김해수 대통령실 정무비서관은 세종시 수정추진에 대한 충청권의 여론을 살피려고 대전을 찾아 한 음식점에서 기자들과 만나 논란을 빚는 세종시(행정중심복합도시)의 법적지위와 관련, "광역자치단체든 기초자치단체든 별도의 법적지위를 부여할 것"이라고 밝혔다. 김해수 정무비서관은 "세종시를 연기군 산하 자치단체로 돌리지는 않을 것"이라며 "현재 국회에 계류 중인 세종시특별법은 세종시 발전방안(대안)이 제시되는 시점과 맞물려 국회를 통과할 것으로 본다"고 덧붙였다.
2012년 7월 2일 인구 12만명의 세종특별자치시의 공식 출범식이 열리고 세종특별자치시청이 업무를 시작했다.

### 청와대 제2집무실과 국회 분원 설치 주장
2012년 6월 28일 민주통합당 충청권 시ㆍ도당 위원장 등이 공동성명을 내고 "세종특별자치시에는 국무총리실을 비롯한 9부2처2청 등 16개 중앙행정기관과 20개 소속기관, 16개 국책연구기관이 이전한다"며 "따라서 효율적인 국정운영과 의정활동을 위해 청와대 제2집무실과 국회 분원을 반드시 설치해야 한다"고 주장했다.
성명에는 더불어민주당 이상민 대전광역시당 위원장, 이춘희 세종특별자치시당 위원장, 홍재형 충청북도당 위원장, 박수현 충청남도당 위원장, 이해찬, 박병석, 변재일, 오제세, 노영민, 양승조, 박범계, 박완주 의원이 서명했다.
2012년 9월 10일 민주통합당 소속 김선무 세종특별자치시의원이 시의회 본회의장에서 "세종특별자치시를 세계적인 명품도시로 만들기 위해 청와대와 국회를 세종특별자치시로 이전할 것"을 촉구하는 내용의 성명을 발표하였다.
2012년 9월 11일 전국시도의회의장협의회 소속 시·도의회 의장들이 충청남도 아산시 온양관광호텔에서 제2차 정기회를 열어 청와대 제2집무실과 국회 분원의 세종시 이전을 촉구하는 성명을 발표하였다.
2017년 말, 정부 예산에 세종시 국회 분원 설치 관련 용역비가 편성되었다.
2021년 9월 28일, 제21대 국회에서 국회법 개정을 통해 세종특별자치시에 국회 분원 의사당을 설치하도록 하는 법 규정이 마련됐다. 이 개정안의 통과에 따라 국회법에는 세종시에 국회 분원으로 세종의사당을 두고 국회 세종의사당 설치와 운영, 그 밖에 필요한 사항을 국회 규칙으로 명시하게 됐다. 또한 2021년 예산으로 반영된 세종의사당 설계비 147억원을 활용해 국회 사무처가 세종의사당 설립에 필요한 기본계획을 세우고 국회 운영 비효율을 최소화하는 방안을 마련하라는 내용의 부대의견도 개정안에 담겼다. 법은 공포한 날부터 시행되며 이르면 오는 2026년 하반기 세종의사당이 개원될 것으로 전망된다.

## 갤러리

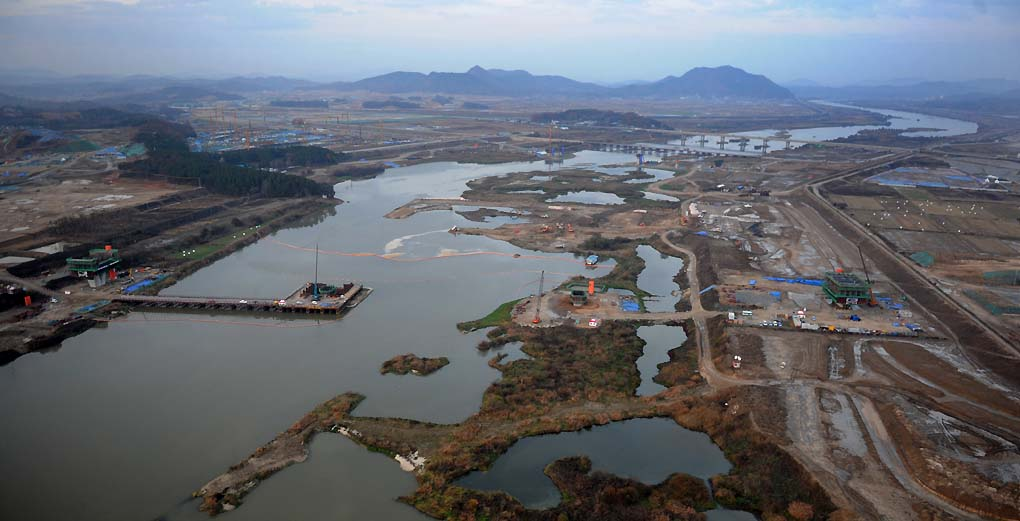
충청남도 연기군에 조성 중이었던 세종시와 금남보(현 세종보) 공사 현장 (2009년)
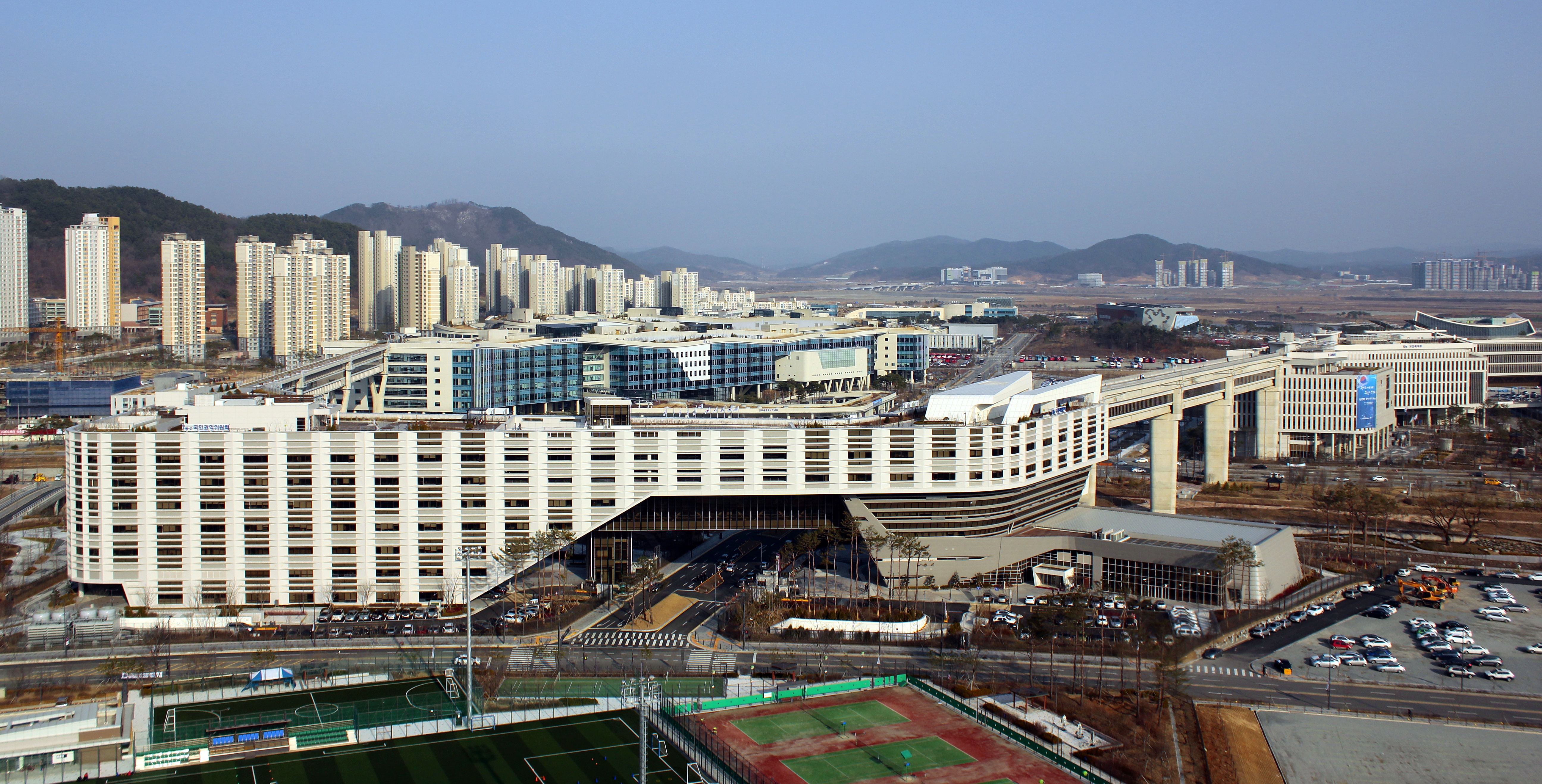
정부세종청사 전경

## 같이 보기
- 행정중심복합도시
- 특별자치시
- 정부세종청사
- 세종의사당
- 백지계획
- 연기군
- 2004년 대한민국 행정수도 이전 계획
- 행정중심복합도시
  - 행정중심복합도시건설청
- 세종특별자치시청
- 세종특별자치시교육청
- 혁신도시
- 행정도시
- 기업도시
- 신도시